# Storia di Legnano dalla preistoria all'epoca romana

Lo stemma del comune di Legnano

La storia dall'era preistorica all'epoca romana di Legnano, comune italiano della città metropolitana di Milano, nell'Altomilanese, in Lombardia, ha il suo primo riscontro archeologico in un periodo databile tra il 3400 a.C. e il 2200 a.C., come testimoniato dal ritrovamento di un piccolo frammento di un vaso campaniforme realizzato nell'Età del rame e collegabile alla cultura di Remedello. Altri importanti reperti trovati a Legnano si riferiscono alla cultura di Golasecca e all'insediamento in Pianura Padana dei Celti, con le suppellettili legate a questi ultimi che sono ascrivili alla cultura di La Tène.
I ritrovamenti archeologici si sono poi fatti più frequenti per i reperti risalenti al periodo iniziato nel II secolo a.C., cioè quando la conquista romana della pianura padana era già stata completata. Durante le numerose campagne di scavo effettuate nel XIX e nel XX secolo sono state trovate molte suppellettili di epoca romana. In questi scavi, che sono uniformemente distribuiti sul territorio comunale, sono venuti alla luce resti murari di abitazioni, tubazioni in cotto, embrici, laterizi, necropoli, oggetti di uso comune in ceramica, metallo e vetro, monete, resti di are e di cippi votivi.
L'abbondante presenza di siti archeologici dimostra la presenza a Legnano di un vicus appartenente alla regio XI Transpadana e organizzato da un punto di vista amministrativo, sociale ed economico. Per l'antica Legnano passava una strada romana costruita nel I secolo, la via Severiana Augusta, che costeggiava il fiume Olona in corrispondenza del moderno corso Sempione e che collegava l'antica Milano al Verbano, ovvero al Lago Maggiore.

## Il territorio

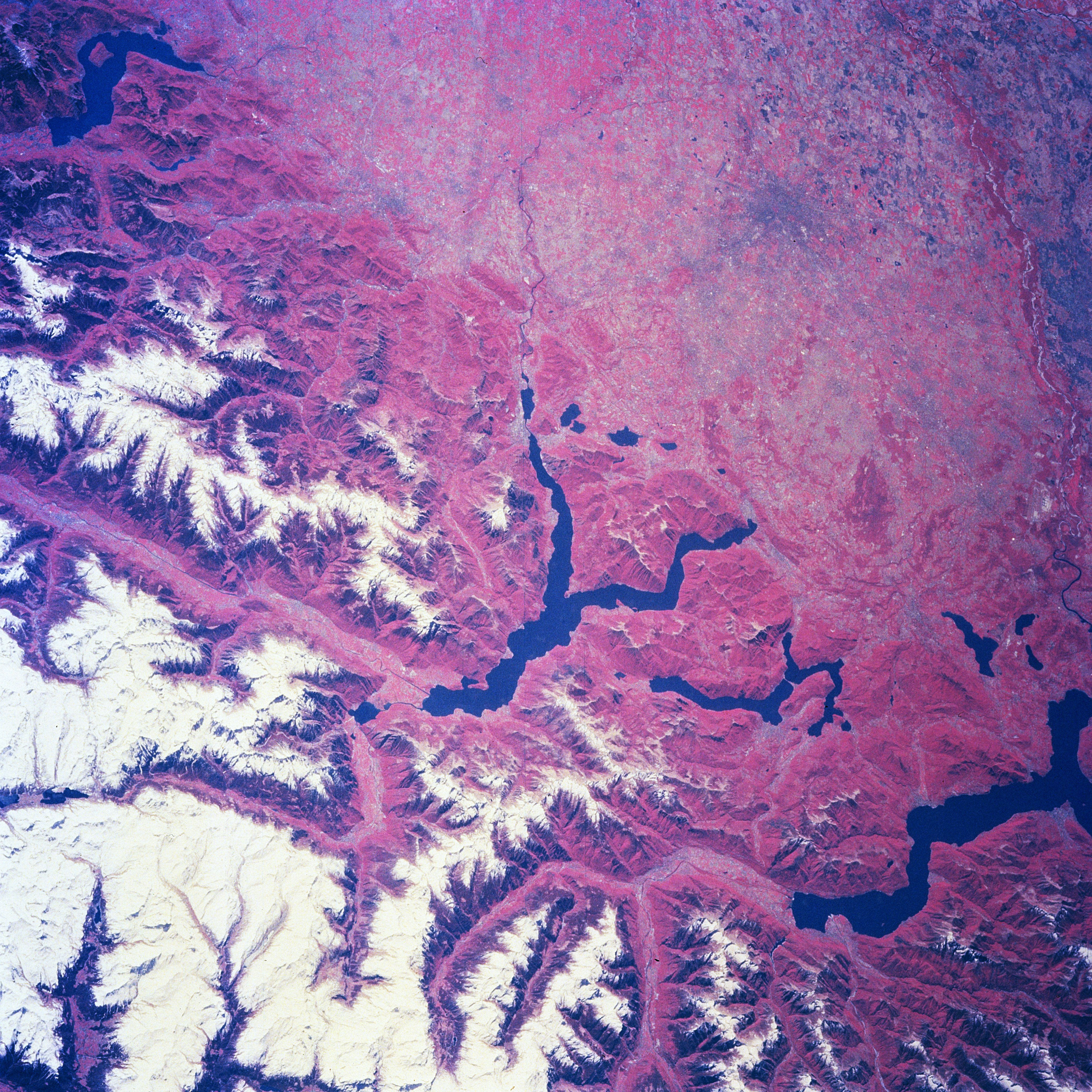
Lombardia nord-occidentale vista dal satellite. Partendo da sinistra si vedono: il Lago Maggiore, il Lago di Lugano, il Lago di Como e quello d'Iseo, che sono tutti di origine fluvioglaciale. In basso a sinistra si nota l'area metropolitana di Milano

Il territorio di Legnano è caratterizzato dalla presenza di diversi tipi di roccia, che risalgono a epoche geologiche differenti e che si sono stratificate, per quanto riguarda la loro datazione, in modo incoerente. Ciò è stato causato dal fatto che la penisola italiana si sia formata grazie a frequenti sconvolgimenti geologici, movimenti della crosta terrestre che sono spiegati da una teoria che è conosciuta come "tettonica a zolle".
Nell'era primaria il territorio appartenente a Legnano si trovò, per la maggior parte del tempo, sotto il livello del mare; durante questa epoca, il suolo sottomarino si arricchì di depositi calcarei, argillosi e sabbiosi. Dal Carbonifero al Permiano, ovvero verso la fine dell'era primaria, il mare scomparve per lasciare diffusamente spazio ad arcipelaghi che era perlopiù situati dove ora si trovano le Alpi. Per tale motivo, anche a causa delle piogge, iniziarono a accumularsi altri depositi alluvionali.
Nell'era secondaria avvenne un nuovo mutamento geologico, con il mare che coprì nuovamente le terre emerse durante l'era primaria; durante questa fase il fondo del mare si arricchì di depositi formati principalmente da materiali calcarei, dolomitici, arenacei e fangosi. Questo fondo marino emerse poi nell'era terziaria formando una catena montuosa, le Alpi. Contestualmente emersero parzialmente anche le Prealpi, con il territorio del Legnanese che rimase ancora sommerso dal mare. Per tale motivo il sottosuolo legnanese, da un punto di vista geologico, come già accennato, è molto vario, dato che è il frutto di ripetute e differenti stratificazioni di sedimenti che si sono succedute nel mare primordiale. 

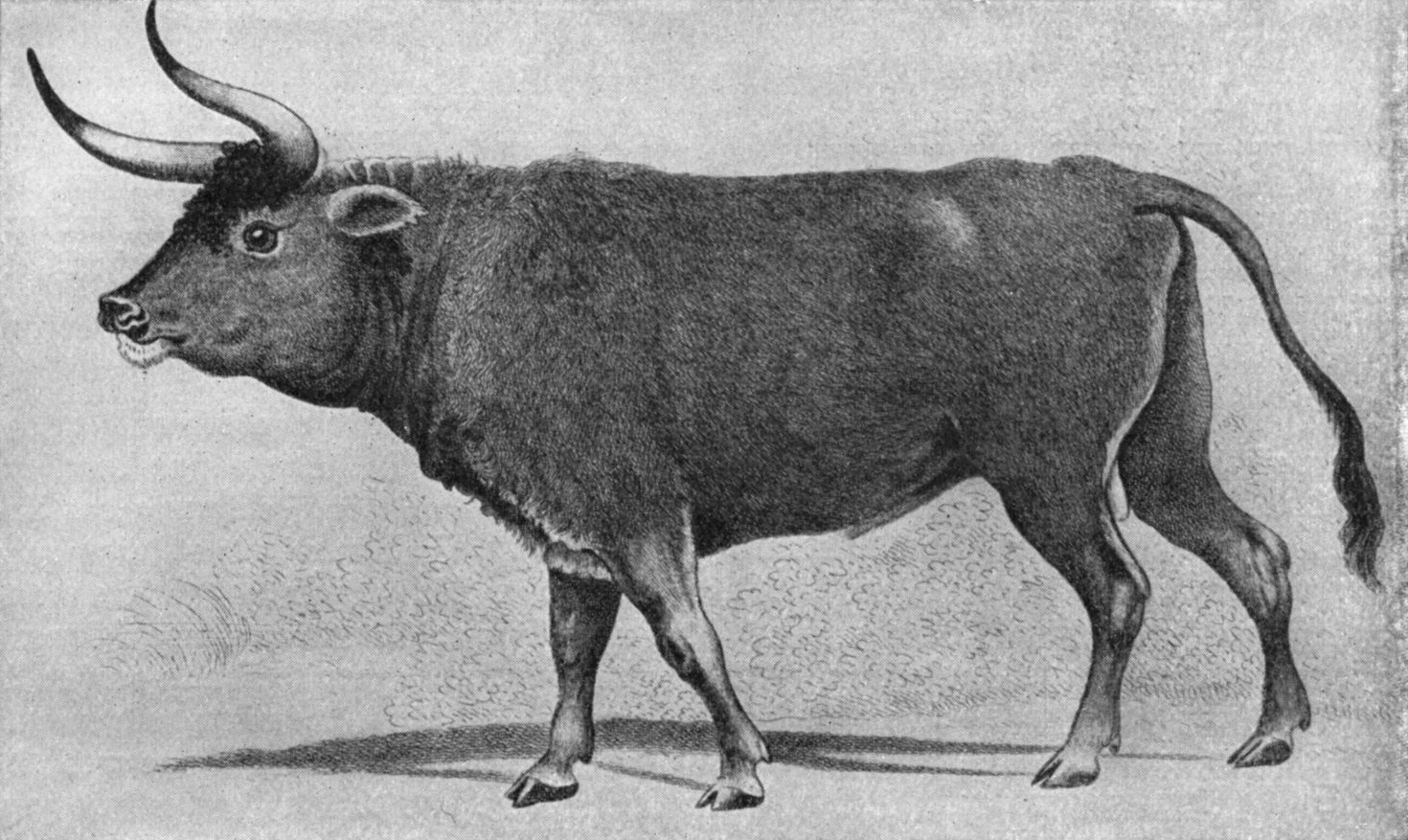
Un uro, grande bovino estintosi nel 1627

La geologia del territorio di Legnano è soprattutto legata alle glaciazioni, che coinvolsero il Nord Italia nell'era quaternaria e che diedero l'aspetto definitivo alla morfologia di questa area. Durante tale era geologica si formò la Pianura Padana e il suolo legnanese, in particolare, si arricchì di depositi alluvionali che furono portati dai ghiacciai e - in seguito - dai fiumi che scendevano dalle Alpi e dalle Prealpi, che erano ormai completamente formate.
Nel Legnanese, in questi processi di sedimentazione, ebbe un ruolo da protagonista il corso d'acqua che attraversa la zona, l'Olona. In particolare l'Olona continua a depositare il materiale morenico che fa parte di un ampio anfiteatro geologico appartenente a un antico ghiacciaio, ormai scomparso, che si trovava dove ora è situato il Lago di Varese. Nei periodi glaciali il ghiaccio arrivava fino a pochi chilometri da Legnano, fino alla Valmorea.
È da escludere, in questo periodo, la presenza antropica nell'Alto Milanese: la frequentazione umana, durante un clima così rigido, è attestata solamente in zone con temperature più miti, ad esempio alla foce del Rodano, sulla Costa Azzurra e sulla Riviera ligure, dove gli abitanti del Paleolitico riuscivano a trovare abbondante selvaggina da cacciare. Presenza umana sporadica nel Legnanese è ipotizzata solamente nei periodi interglaciali.
Per quanto riguarda la flora e la fauna, con il riscaldamento del clima avvenuto nell'Olocene, ovvero nell'epoca geologica più recente, le conifere sono state gradualmente rimpiazzate da alberi decidui come le querce, i noccioli, gli olmi e i tigli. Le renne, gli orsi e i mammut, adatti al clima freddo, si spostarono più a nord. Con clima più caldo diventavano comuni invece gli uri e i bisonti europei.

## La flora presente

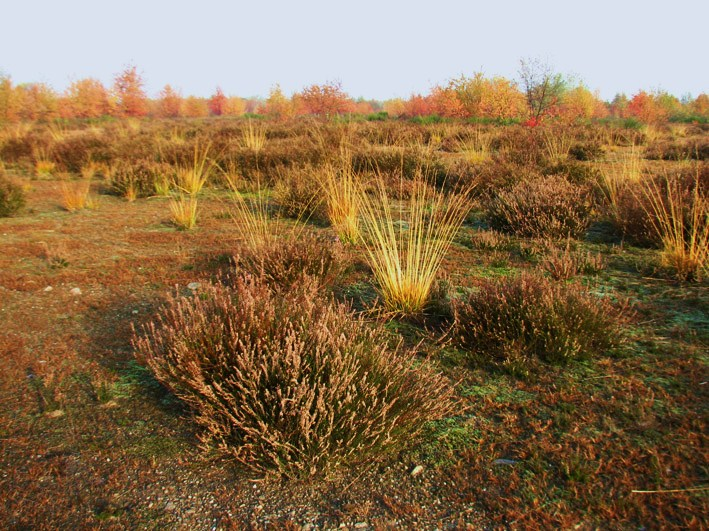
La brughiera nei pressi della Cascina Malpensa durante la fioritura autunnale del brugo. Da questa corte lombarda ha preso il nome l'Aeroporto di Milano-Malpensa

Per via dell'accumulo di depositi alluvionali il territorio legnanese, in origine, era costituito essenzialmente da groane, ovvero da un habitat caratterizzato da una scarsa fertilità del terreno per via della mancanza di humus e della presenza di un sottosuolo secco e sassoso, dove crescevano spontaneamente soltanto piccoli arbusti come la Calluna vulgaris, chiamata volgarmente "brugo" (da cui "brughiera", termine più comune con cui è conosciuta la groana).
Nei campi legnanesi il brugo era diffuso fino al XIX secolo; era adatto principalmente per due scopi, come materiale per costruire pipe (in questo si adoperavano le sue radici legnose), e come materiale per realizzare scope (in quest'altro caso si utilizzano i suoi rametti), da cui il nome popolare con cui la pianta era conosciuta in dialetto legnanese: scùa, ovvero "scopa". Nel corso dei secoli molte delle specie vegetali autoctone del Legnanese sono gradualmente scomparse, così come le brughiere. 

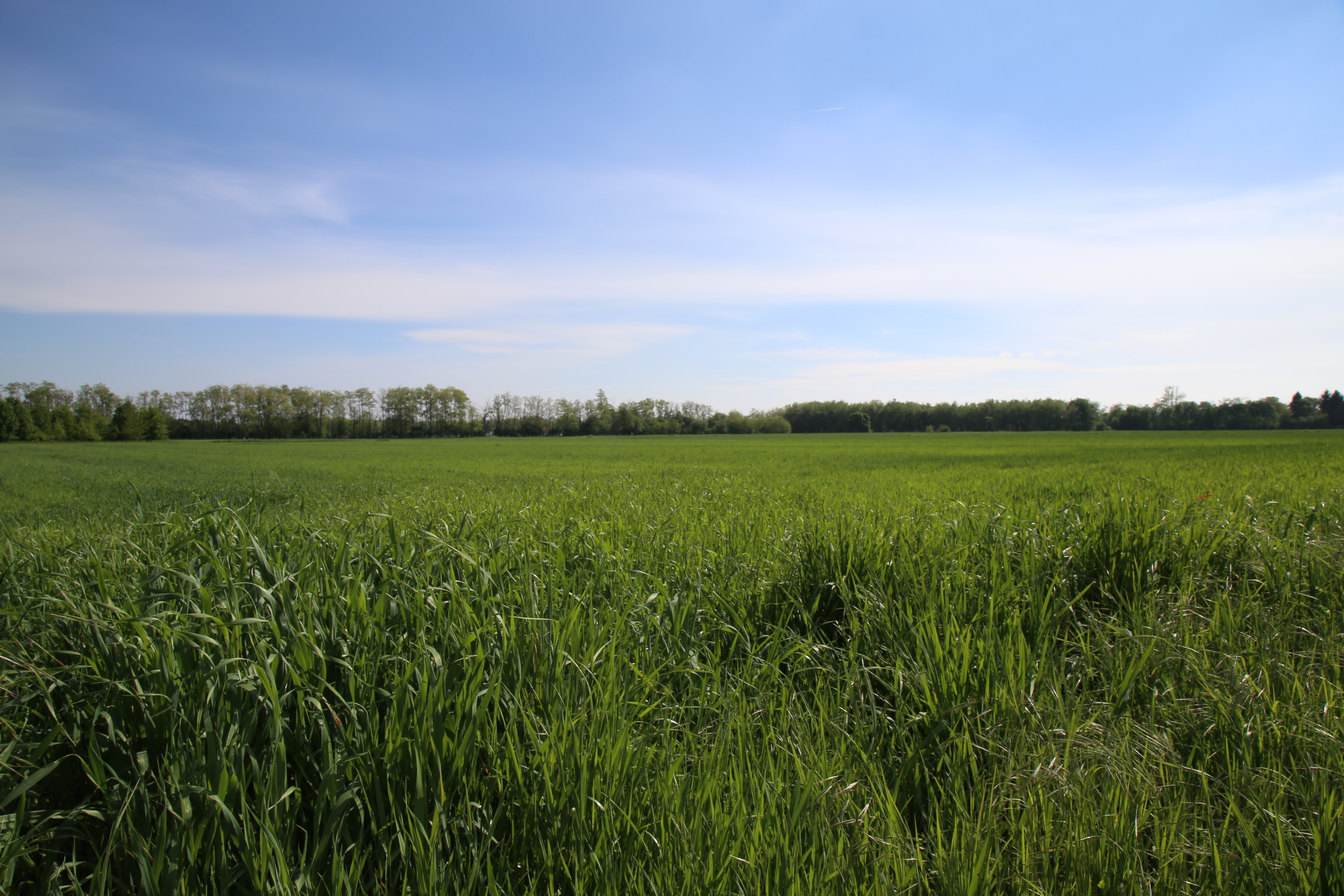
Campo agricolo presso l'ingresso legnanese del Parco Alto Milanese

Queste ultime ricoprivano ancora una cospicua parte del territorio che si trova a sinistra dell'Olona fino al XVIII secolo, quando vennero sostituite da terreno adibito a boschi. Nelle poche selve presenti si potevano trovare querce, olmi, aceri, carpini, tigli e qualche nocciolo.
Con l'arrivo dell'uomo il suolo fu reso fertile e coltivabile grazie all'opera dei contadini e alla realizzazione di rogge e, successivamente, di canali artificiali, su tutti il Canale Villoresi. Dopo questi interventi, sul territorio legnanese si diffusero campi coltivati e boschi; in questi ultimi iniziarono a comparire platani, frassini, farnie, castagni, noccioli, pioppi e ontani, che vennero piantati dai colonizzatori.
Il gelso, un tempo molto diffuso e poi praticamente scomparso a metà del XX secolo a causa di una malattia, è stato introdotto nel Legnanese nel Medioevo; queste piante, che in dialetto legnanese erano conosciuti come murùni, davano poi il nutrimento ai bachi da seta, il cui allevamento, un tempo molto diffuso, si sviluppò contestualmente alla comparsa della pianta. Apparì invece alla fine del XIX secolo la robinia, pianta molto diffusa nei campi del Legnanese e impiantata in questa zona per consolidare le massicciate ferroviarie.

## Origini del nome
Il toponimo "Legnano" ha origini incerte, visti i molteplici nomi con cui il borgo è chiamato nelle fonti storiche. L'appellativo della città potrebbe essere un aggettivo prediale e quindi sarebbe formato da una prima parte che deriverebbe dal nome del più importante proprietario terriero della zona e da un suffisso che definirebbe questa appartenenza. Nel caso di Legnano, il nome di tale possidente potrebbe essere stato Lemennius o Limenius, a cui venne aggiunto il suffisso –anum.
Questa proprietà terriera era più estesa della moderna Legnano e doveva avere le caratteristiche di un latifondo. I nomi dei comuni limitrofi hanno un'origine più recente e quindi l'antica Lemoniano, Leminiano o Lemegniano, in seguito divenuto Limnianum e infine Legnanum, si estendeva ragionevolmente su un territorio piuttosto vasto. Il suffisso –anum confermerebbe che la latinizzazione del territorio fosse completamente avvenuta. Per altre località, dove l'influenza celtica era presente in maniera maggiore, il suffisso aggiunto corrispondeva ad –acum.
Un altro studio suffraga l'ipotesi che uno degli appellativi con cui la città era conosciuta nel Medioevo (Ledegnanum) derivi dal toponimo fondiario Latinanium. Sono invece da scartare le supposizioni che farebbero risalire il nome della città al toponimo celtico Lemonianum (ovvero "luogo del bosco sacro") oppure all'aggettivo prediale Laenianum, che deriverebbe a sua volta dal nome del proprietario terriero Laenius.
Non si conosce il periodo di fondazione di questa primigenia comunità: il toponimo "Legnano" avrebbe origini almeno medievali. Secondo alcune ipotesi la genesi dell'antica Ledegnanum risalirebbe a prima della nascita di Cristo.

## Preistoria

### Dal Pleistocene all'Età del rame

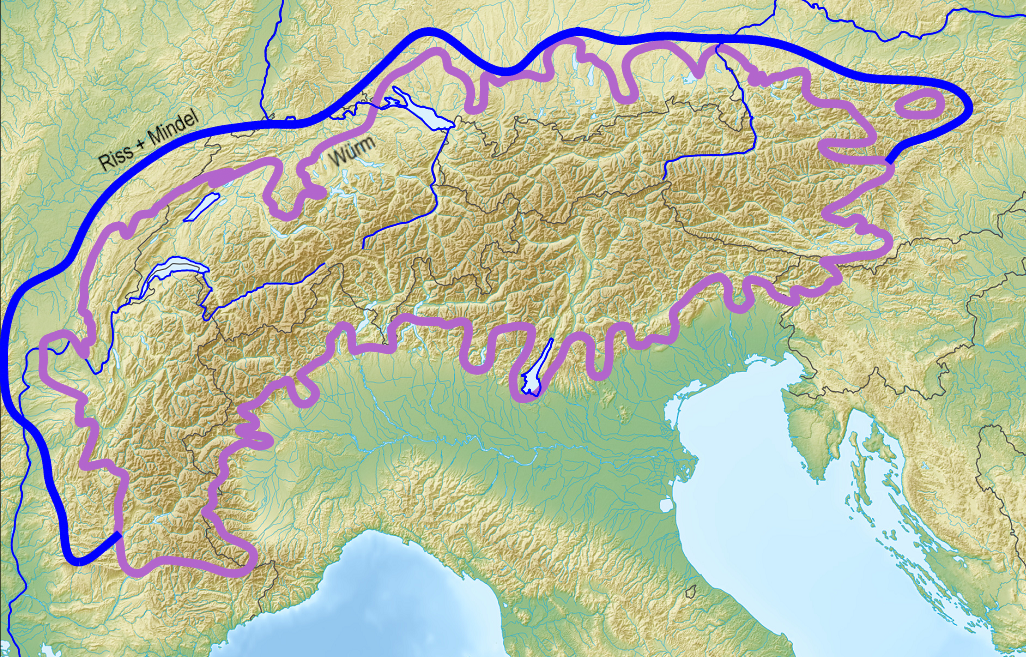
L'estensione della glaciazione Würm sull'arco alpino

Nei tempi più antichi gli abitanti di Legnano vissero a una certa distanza dall'Olona, su terreni che difficilmente sarebbero stati invasi dalle piene del fiume. I più rilevanti ritrovamenti archeologici scoperti nella zona, dalla preistoria fino alla dominazione romana, sono stati trovati in prossimità dei pendii della valle scavata dall'Olona; questi scavi hanno portato alla luce principalmente necropoli, spesso ricche di oggetti di uso quotidiano.
La conformazione naturale di questa zona ha portato, fin dai tempi preistorici, un intenso passaggio di uomini e merci: la Valle Olona è infatti un naturale asse di comunicazione tra la Pianura Padana e le Alpi. Inoltre a sud di Castellanza i pendii della valle scavata dal fiume diventano molto meno ripidi rispetto a monte, con le acque dell'Olona che sono più placide, e quindi l'insediamento umano, nella zona del moderno comune di Legnano, è stata favorita fin dai tempi più antichi.
I reperti preistorici più antichi scoperti a Legnano sono delle ossa di uro risalenti alla glaciazione Würm, ovvero all'ultimo periodo glaciale, che avvenne nel Pleistocene; portate alla luce in località Costa San Giorgio, sono conservati al museo civico Sutermeister. Il primo stanziamento stabile di cacciatori paleolitici nell'Alto Milanese è ipotizzato proprio poco dopo la fine della glaciazione Würm.
Per quanto riguarda la presenza dell'uomo, il più antico reperto antropico scoperto nel Legnanese risale a un periodo compreso tra il 3400 a.C. e il 2200 a.C. ed è venuto alla luce, insieme ad altre suppellettili di età romana, grazie agli scavi effettuati da Guido Sutermeister tra il 1926 e il 1928. La presenza di reperti di epoche diverse nello stesso sito archeologico non dimostra la contemporaneità delle due culture, che in questo caso è, tra l'altro, anche impossibile, dato l'elevato arco di tempo che intercorre tra le due epoche, ma che la zona è stata soggetta a frequenti e costanti fenomeni migratori, che hanno gradualmente sedimentato gli oggetti sepolti.

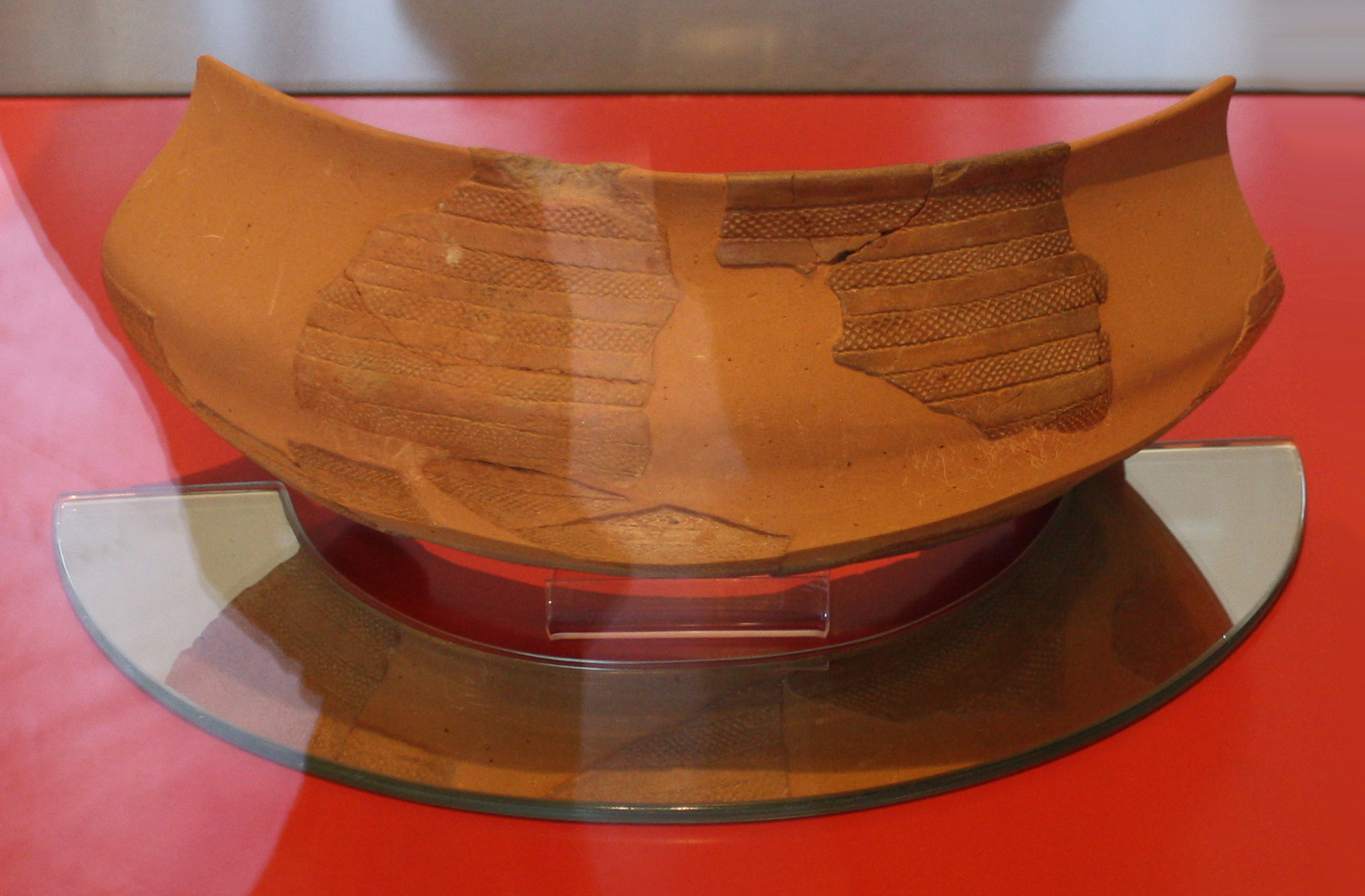
Frammento di vaso campaniforme realizzato nell'Età del rame e collegabile alla cultura di Remedello: è il più antico reperto archeologico trovato nel Legnanese

Si tratta di un piccolo frammento di un vaso campaniforme realizzato nell'Età del rame e collegabile alla cultura di Remedello. Trovato durante i lavori di costruzione della strada statale 527 Bustese in località "Paradiso" a Castellanza, nei pressi del confine con Legnano, è conservato presso il museo civico Sutermeister.
I rapporti che queste popolazioni insediate lungo le rive dell'Olona intrattenevano con quelle di Remedello sono però perlopiù sconosciuti, nonostante sia stato ipotizzato che ci fosse un legame commerciale. Un semplice frammento di vaso non attesta l'appartenenza delle popolazioni del luogo alla cultura di Remedello, dato che non sono trovate sepolture, ma conferma, come minimo, il contatto tra le due popolazioni, avvalorando l'ipotesi che all'epoca la zona fosse interessata da un importante scambio di oggetti e da un buon movimento di persone.
La fattura del frammento di vaso campaniforme trovato nel Legnanese è molto simile ad analoghi manufatti scoperti in Liguria, Piemonte, Emilia e Sardegna, nonché a reperti trovati in Spagna e Portogallo; i contatti quindi erano a lungo raggio, dato che coinvolgevano territori molto distanti come l'Italia settentrionale e la penisola iberica. Notevoli sono anche le decorazioni di questo frammento di vaso, che sono parecchio ricercate e difficilmente riscontrabili sui reperti trovati in altre zone d'Italia.
Molto probabilmente il territorio corrispondente alla moderna Legnano era già abitato in precedenza; tali popolazioni, secondo le ipotesi degli studiosi, provenivano dalla Lagozza di Besnate o dalle altre comunità palafitticole presenti sulle rive dei laghi varesini, e migrarono a sud in seguito a un forte incremento demografico. Infatti, tra il Paleolitico e il Neolitico, la popolazione terrestre decuplicò.

### L'Età del bronzo

Diffusione della Cultura di Canegrate

Nel Legnanese non sono stati trovati reperti della prima Età del bronzo, cioè databili tra il 2200 a.C. e il 1400 a.C.; si collocano infatti ottocento anni dopo il frammento collegato alla cultura di Remedello, i reperti archeologici appartenenti cosiddetta cultura di Canegrate.
La necropoli di Canegrate fu portata alla luce nel 1926 nelle vicinanze della chiesa canegratese di Santa Colomba. Il fatto che i reperti non appartenessero a nessun'altra cultura protostorica, venne individuato in seguito. Nel 1953, sullo stesso terreno, durante i lavori di costruzione di un'abitazione, furono trovati altri reperti; nel 1956 i ritrovamenti avvennero invece all'interno del perimetro della scuola dell'infanzia "Giuseppe Gajo", che si trova settecento metri più a sud della chiesa di Santa Colomba.
Si stima che la necropoli dovesse contenere, in origine, circa 200 tombe, 165 delle quali sono state portate alla luce. Le altre 35 sepolture furono invece distrutte durante i sopramenzionati lavori edilizi. Questi lavori furono fermati dopo aver appurato l'importanza dei reperti, e ciò permise la perlustrazione dell'intera zona.

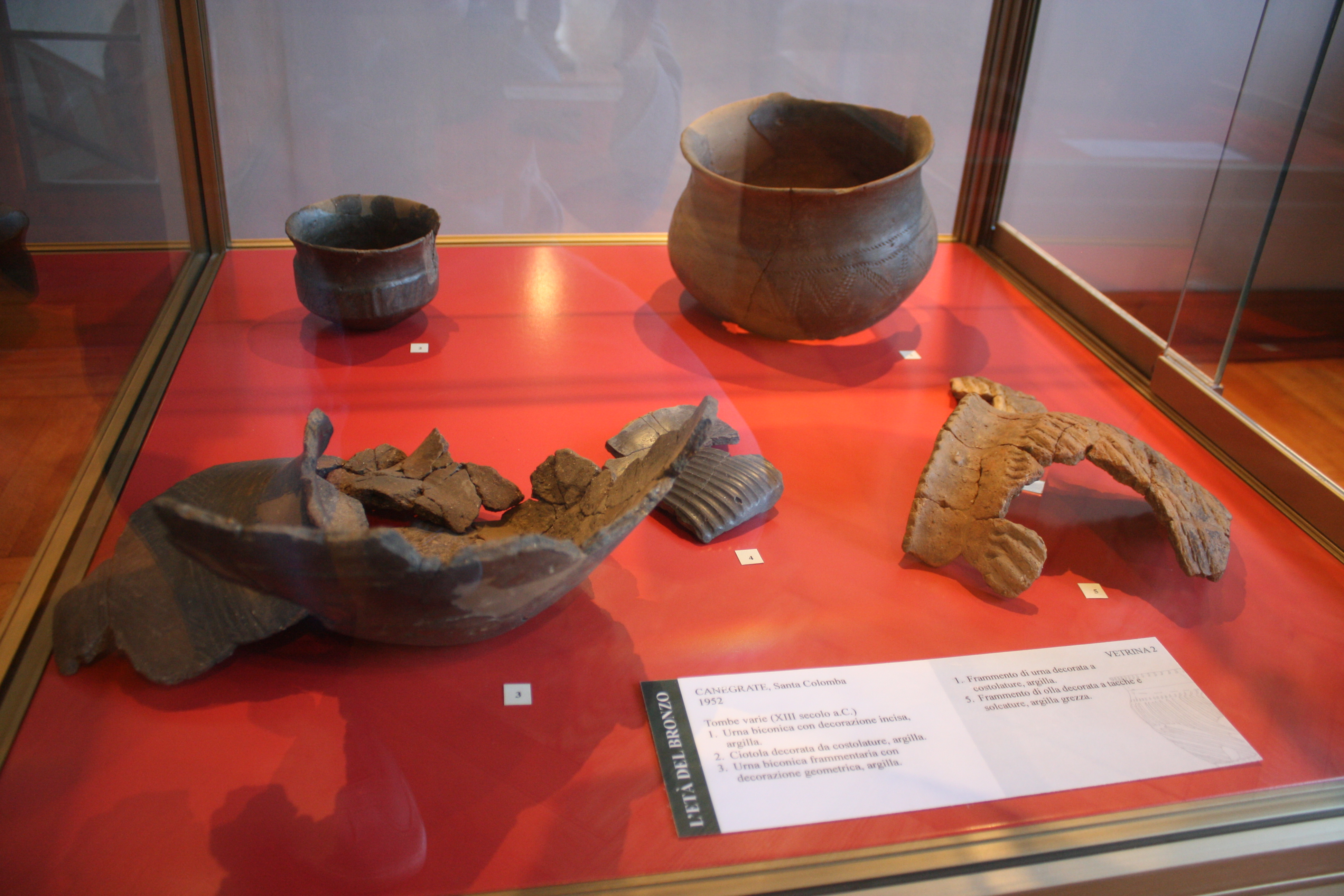
Reperti della cultura di Canegrate, trovati alla Santa Colomba nel 1953

Le prime attività archeologiche furono dirette da Guido Sutermeister, mentre quelle effettuate negli anni cinquanta vennero sovrintese da Ferrante Rittatore Vonwiller. Tra la primavera del 1953 e l'autunno del 1956 gli scavi furono sistematici. Le prime tombe scoperte sono riconducibili all'Età del bronzo recente e risalgono al XIII secolo a.C., mentre ritrovamenti successivi hanno dato evidenza al fatto che questa cultura si sia sviluppata fino all'Età del ferro. Piccole necropoli appartenenti alla cultura di Canegrate sono state scoperte anche ad Appiano Gentile, Ligurno, in Canton Ticino (Gudo, Rovio, Locarno, Giubiasco e Bellinzona), nel Novarese (Novara, Vicolungo e Castelletto sopra Ticino) e nel Verbano (Premeno).
La scoperta di queste suppellettili al confine tra Legnano e Canegrate dimostrò quasi inequivocabilmente che le popolazioni appartenenti a questa cultura preistorica fossero insediate anche sul territorio della Legnano moderna. Negli anni ottanta del XX secolo si ebbe la conferma di questa ipotesi, dato che a Legnano vennero alla luce, in via per Castellanza e in via Roma, resti di abitazioni databili tra il XII secolo a.C. e il X secolo a.C., quindi riconducibili all'Età del bronzo. I ritrovamenti, che sono stati scoperti durante alcuni lavori edilizi hanno fatto ipotizzare che queste dimore fossero costituite da fondamenta in materiale sassoso, mura in legno e un tetto sostenuto da pali e formato da diversi strati di foglie secche.
Oltre alle fondazioni delle case, che erano formate da uno strato di ciottoli, e i buchi dove un tempo erano inseriti i pali, sono anche stati trovati vari oggetti di uso quotidiano come vasi situliformi, ollette, tazze, bugne e una grande urna decorata. Questi oggetti sono poi stati trasferiti al museo Sutermeister, dove sono esposti al pubblico.

### L'Età del ferro

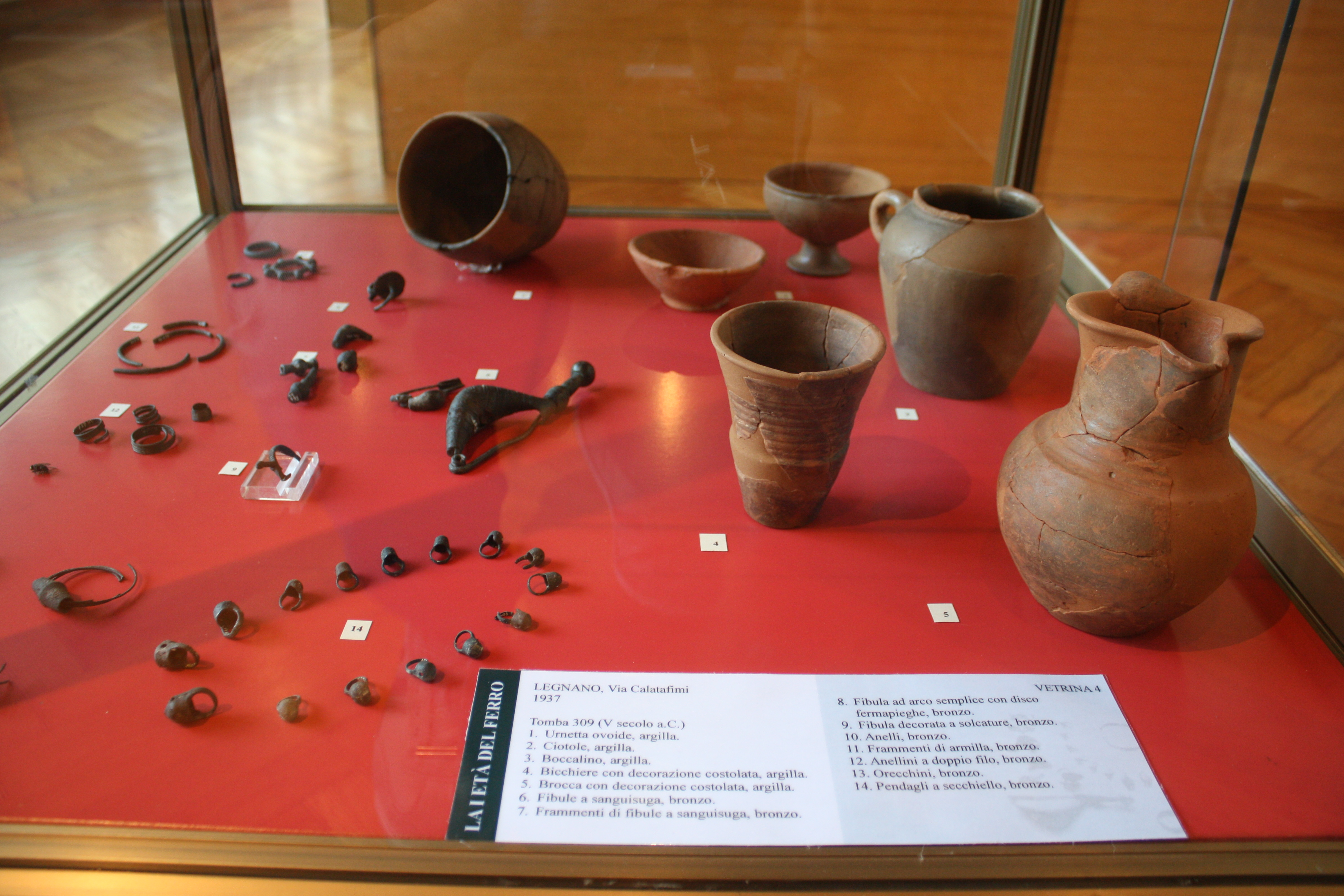
Ritrovamenti collegabili alla Cultura di Golasecca recente (V sec. a.C.) rinvenuti nel 1937 in via Calatafimi

I reperti archeologici successivi, che si riferiscono a due punte di lancia in bronzo con lama a "foglia di salice" e innesto a cannone venute alla luce tra il 1892 e il 1895 a Legnanello lungo corso Sempione, sono databili tra il IX e l'VIII secolo a.C. (prima Età del ferro) e sono legate alla cultura di Golasecca arcaica.
A Legnano, in via Calatafimi, nel 1925 e nel 1937 sono state scoperte da Guido Sutermeister suppellettili che appartengono alla cultura di Golasecca, questa volta recente (VI-V secolo a.C.). I reperti vennero trovati su un terreno annesso al convento di Sant'Angelo, nei pressi dell'area dove in seguito si sarebbe costruito il museo Guido Sutermeister.
Durante le due campagne di scavo sono state individuate due necropoli all'interno delle quali erano presenti, oltre che alcune urne cinerarie, anche degli oggetti di uso comune. In via Calatafimi sono stati trovate quindici tombe a pozzo circondate da una fila circolare di ciottoli che contenevano sepolture a cremazione. Però solo poche tombe avevano conservato l'urna cineraria; altri oggetti trovati furono ornamenti in bronzo (anelli, orecchini, fibule, pendagli per collana), bicchieri decorati, boccali, alcune ollette e una brocca.
Nel 1899 è stata rinvenuta un'altra tomba riconducibile alla cultura di Golasecca che conteneva anche reperti databili all'epoca celtica e romana. Venne alla luce nello stesso sito di corso Sempione a Legnanello: del materiale recuperato se ne sono perse però le tracce. Alcuni reperti vennero dispersi poco dopo gli scavi, altri invece vennero trasferiti nel 1902 in un museo di Torino, dove nel giro di qualche decennio non erano più identificabili dalle altre collezioni del polo museale. Di queste suppellettili sono giunte al XXI secolo solo alcune fotografie.

## Popolazioni preromane

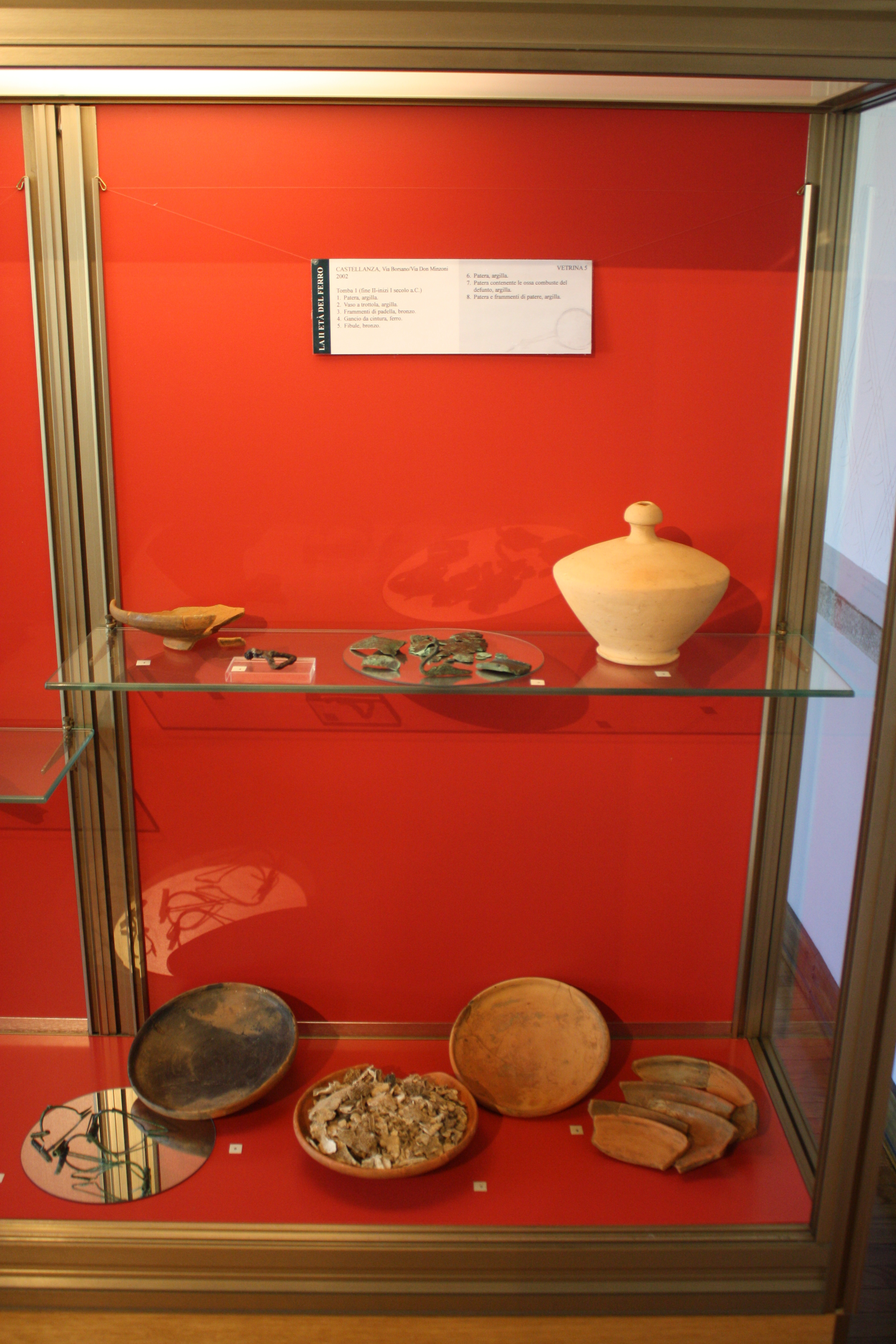
Ritrovamenti d'età romana (fine II-inizi I sec. a.C.) dell'epoca della conquista romana della Gallia Cisalpina, che risentono ancora dell'influenza celtica. Sono stati rinvenuti a Castellanza nel 2002

In una campagna di scavi effettuata lungo corso Sempione a Legnano sono stati scoperti dei reperti risalenti all'insediamento in Pianura Padana dei Celti, che sono databili tra il IV e il I secolo a.C. e che sono collegati alla cultura di La Tène. Vennero alla luce in una necropoli: uno dei corredi era inizialmente costituito da un'olla in argilla contenente degli oggetti in bronzo; l'olla, durante gli scavi, si ruppe e quindi si sono conservati solamente i manufatti in bronzo. Sempre della civiltà celtica sono alcune monete scoperte da Guido Sutermeister nei pressi del castello di Legnano che sono state coniate in Gallia Cisalpina tra il II e il I secolo a.C.. I Celti non soppiantarono la precedente cultura di Golasecca, ma vi coabitarono pacificamente: le due popolazioni si influenzarono vicendevolmente anche da un punto di vista culturale.
Tutti questi oggetti sono stati trovati durante campagne di scavi effettuate tra la fine del XIX e l'inizio del XX secolo: all'epoca essi non furono adeguatamente catalogati: la documentazione ad essi associata è carente di informazioni, dato che non furono oggetto di profondi studi, e molti di queste suppellettili sono stati disperse in altri musei lombardi e piemontesi. Di questi ultimi è rimasta la sola documentazione fotografica, mentre altri reperti sono conservati presso il museo civico Sutermeister.
Questo non fu l'unico ritrovamento di suppellettili legato a queste popolazioni preromane: anche altri scavi di minore importanza effettuati a Legnano hanno portato alla luce oggetti che si riferiscono all'insediamento celtico nell'Alto Milanese. Sono stati scoperti a Legnano nei pressi del cantiere di costruzione della ferrovia Milano-Gallarate: il corredo era formato da vasi, ampolle, braccialetti in ferro. Parte di questi ritrovamenti sono stati trasferiti al museo archeologico di Milano. Tutti questi reperti legati alla civiltà celtica dimostrano il radicamento di questa civiltà nell'area legnanese.
Nel Legnanese non sono stati invece trovati reperti collegati agli Etruschi e ai Veneti, sebbene la loro presenza nella Lombardia occidentale è stata confermata da alcuni ritrovamenti: gli Etruschi e Vergiate mentre i Veneti a Sesto Calende e a Como. Le suppellettili risalenti al periodo storico immediatamente successivo alla conquista romana della pianura padana continuarono a essere caratterizzate da marcati tratti celtici, che si dissolsero gradualmente fino a scomparire durante l'Età augustea, cioè fino a quando la romanizzazione del Legnanese venne completata.
I ritrovamenti archeologici si sono poi fatti più frequenti per i reperti risalenti al periodo iniziato nel II secolo a.C., cioè quando la conquista militare romana era già stata completata. Dal tenore e dalla ricchezza dei reperti trovati, si può dedurre che la media valle Olona fosse all'epoca una rilevante via di comunicazione.
Nel complesso, considerando la discontinuità cronologica dei reperti preromani e, di contro, la ricchezza dei ritrovamenti ascrivibili all'epoca romana, si può affermare che a partire da quest'ultimo periodo storico il Legnanese passò da una presenza antropica saltuaria e contenuta, a insediamenti stanziali e popolosi.

## Epoca romana

### La Legnano romana

#### La conquista romana della Gallia Cisalpina
I Romani non perseguirono un'assimilazione forzata delle popolazioni conquistate, ma consentirono agli abitanti del Legnanese di continuare a professare la loro religione, utilizzare la loro lingua e mantenere le proprie tradizioni. La romanizzazione della zona avvenne quindi per gradi.
La fusione tra le due culture è testimoniata dai reperti ascrivibili a questa fase storica, che gradualmente perdono le caratteristiche legate alla civiltà celtica assumendo quelle tipiche della cultura romana. Inoltre la continuità cronologica della datazione dei reperti trovati conferma che il Legnanese seguitò ad essere abitato senza spopolamenti dovuti alla nuova dominazione, che impostò un atteggiamento pacifico.

#### L'epoca imperiale

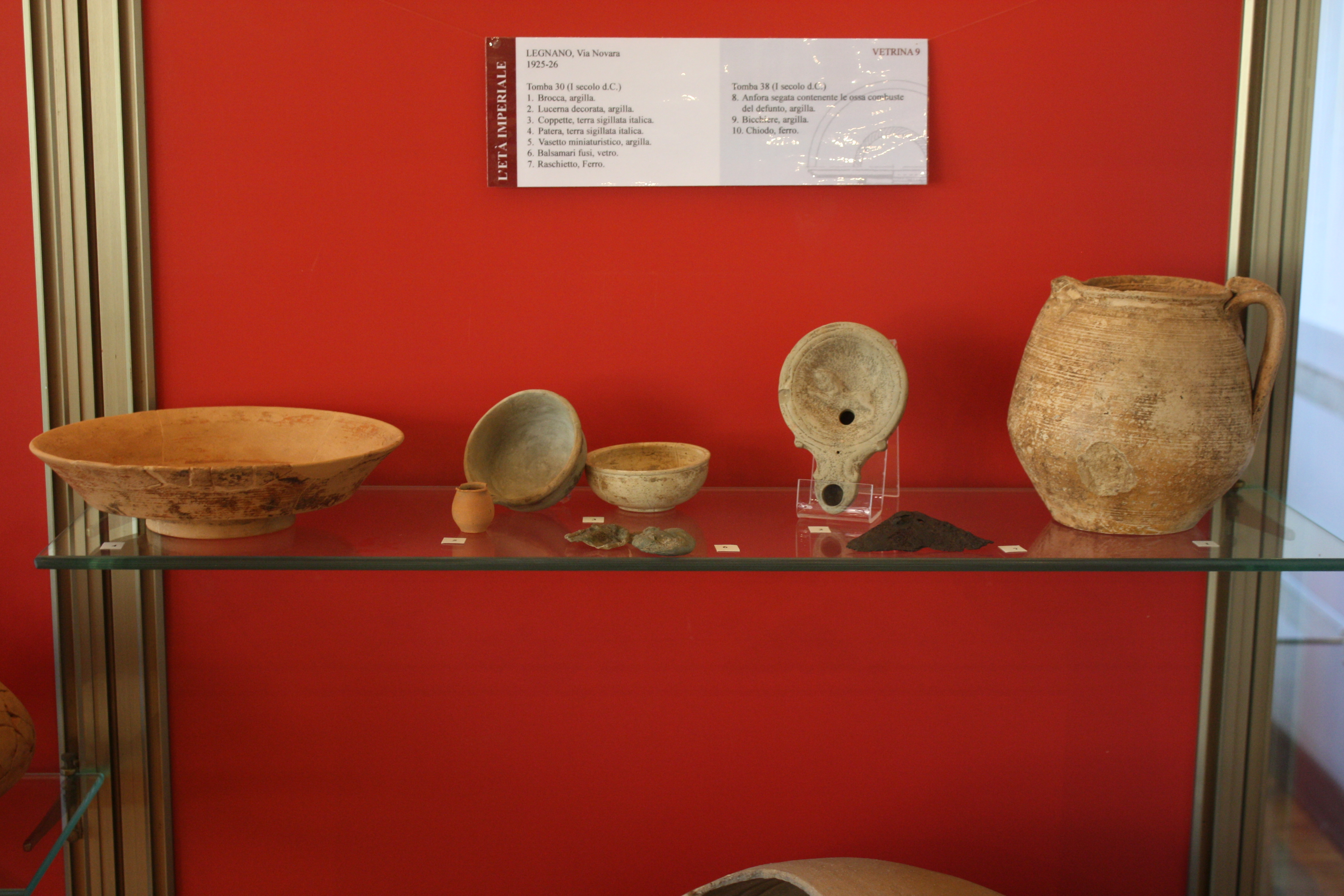
Ritrovamenti di epoca romana (I sec. d.C.). Sono stati rinvenuti a Legnano tra il 1925 e il 1926 in via Novara. Sono una brocca in argilla, una lucerna d'argilla decorata, alcune coppette di terra italica sigillata, una patera di terra italica sigillata, una vasetto d'argilla miniaturistico, dei balsamari fusi in vetro e un raschietto in ferro.

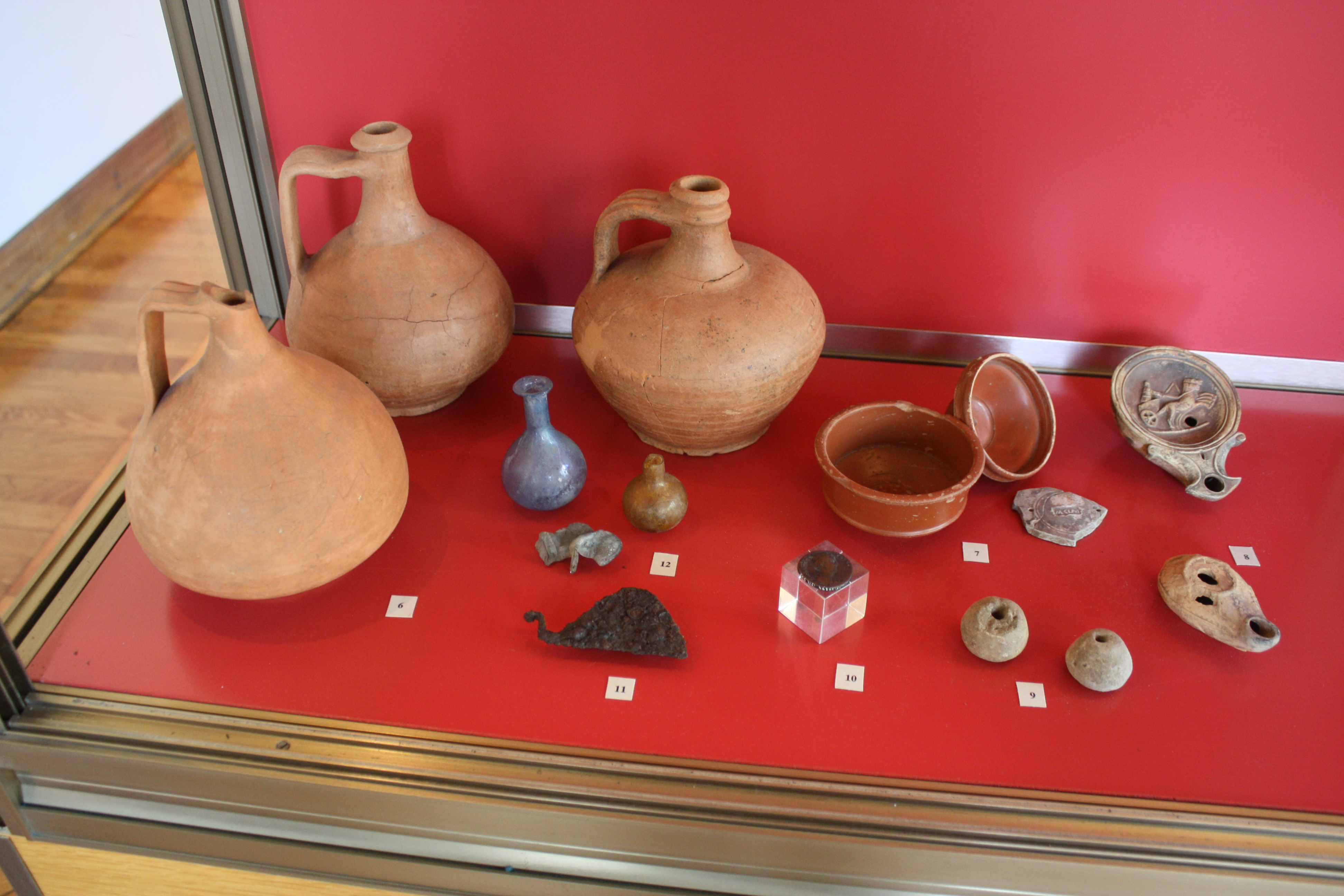
Ritrovamenti di epoca romana (II sec. d.C.) rinvenuti tra il 1957 e il 1960 presso Casina Pace a Legnano. Sono olpi in argilla, coppette, lucerne, fusarole, monete, rasoi e balsamari

In epoca imperiale gli abitanti del Legnanese facevano parte di un'unica comunità amministrativa e non erano quindi frazionati in molteplici divisioni geografiche: la presenza a Legnano di un vicus è suffragata dall'abbondante presenza di siti archeologici. Dai pochi e vitali insediamenti rurali dell'epoca repubblicana, si passò, in era imperiale, a una comunità più numerosa e organizzata con un tessuto urbanistico formato da piccoli insediamenti isolati nella campagna che ruotavano intorno a un centro rurale più grande. Queste comunità rurali avevano una buona produttività agricola.
Inoltre, considerando l'ampio periodo storico rappresentato dai reperti (dal I secolo a.C al IV secolo d.C), è assai probabile che il Legnanese fosse all'epoca un territorio molto frequentato e popoloso, perlomeno tenendo in considerazione la densità abitativa media dell'epoca. L'incremento demografico si ebbe tra l'insediamento dei romani, che avvenne nel I secolo a.C. in epoca repubblicana, e l'era imperiale.
La tipologia dei ritrovamenti di epoca romana scoperti nella città del Carroccio, che sono di povera fattura, fa pensare che i cittadini meno abbienti stessero a Legnano, mentre quelli più ricchi risiedessero da altre parti, per esempio sul territorio della moderna Parabiago. In quest'ultima località è stata infatti ritrovato il reperto romano più prezioso dell'Alto Milanese, la patera di Parabiago, che è realizzata in argento e che è conservato al Museo archeologico di Milano: le sepolture trovate a Legnano hanno infatti esclusivamente restituito manufatti di povera fattura.
Dalla tipologia dei reperti trovati si può dedurre che in epoca imperiale i cittadini romani residenti nel Legnanese conducessero un'esistenza serena e industriosa particolarmente indirizzata verso l'agricoltura, l'allevamento, l'artigianato e la tessitura. Era cospicuo anche il commercio, che era favorito dalla presenza del fiume Olona.
L'antico vicus di Legnano, che apparteneva alla regio XI Transpadana, era poi collegato alle zone limitrofe attraverso importanti vie di comunicazione, la più importante delle quali era una strada romana costruita nel I secolo, la cosiddetta via Severiana Augusta, che costeggiava l'Olona in corrispondenza del moderno corso Sempione e che collegava l'antica Milano al Verbano.
Forse nella moderna Castellanza era presente un avamposto militare, dato che in questa località sono state rinvenute alcune spade di epoca romana, di cui però si sono perse le tracce.

#### L'epoca tardo imperiale

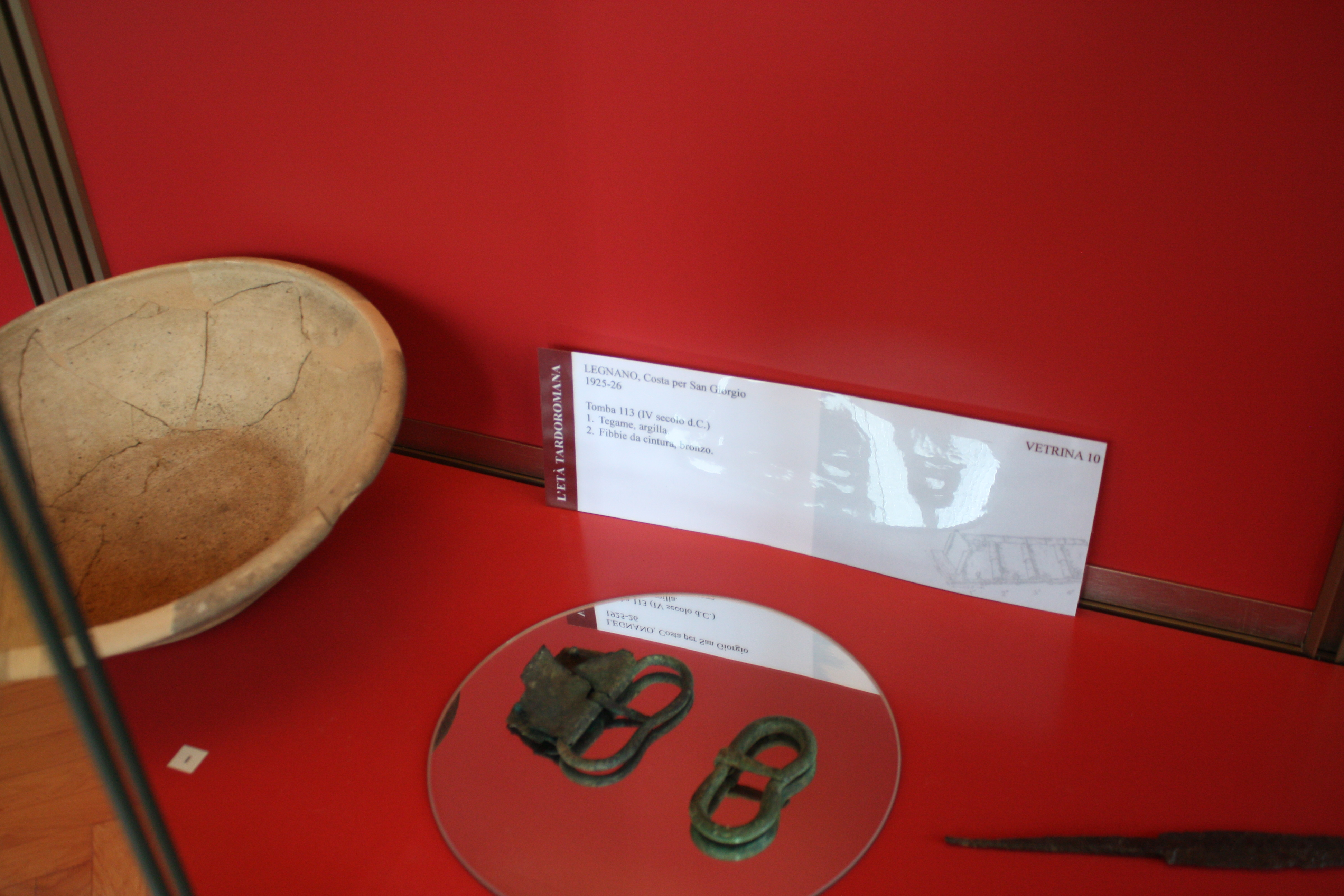
Ritrovamenti di epoca romana tardo imperiale (IV sec. d.C.) rinvenuti a Legnano tra il 1925 e il 1926 nel quartiere Costa San Giorgio a Legnano. Sulla sinistra si intravede un tegame in argilla, sulla destra si vedono delle fibbie da cintura in bronzo

Con la crisi dell'Impero romano, anche il Legnanese conobbe una fase di decadenza sociale ed economica. Tale ipotesi è suffragata dalla minore ricchezza dei reperti collegati al tardo impero. Con la crisi dell'Impero romano, anche le istituzioni politiche e amministrative ad esse collegate subirono un'involuzione, e il vicus di Legnano non fu un'eccezione: dall'antica comunità operosa e organizzata che ruotava intorno a un centro abitato principale si passò gradualmente a un insediamento meno popoloso e sparso nella campagna in una moltitudine di piccoli abitati rurali.
I traffici diminuirono drasticamente e - complice l'elevata tassazione riscossa da funzionari corrotti - nacque la tendenza a nascondere i beni di valore, che non erano più scambiati, spesi oppure investiti: nel Legnanese, durante alcuni scavi, è stato trovato un "tesoretto" nascosto che era formato da 13 monete databili alla seconda metà del III secolo e risalenti al regno di Marco Aurelio Probo. Probabilmente il corredo di monete era originariamente più consistente. Invece, da un punto di vista religioso, con l'avvento del cristianesimo, i residenti tornarono a seppellire i morti tramite inumazione. Questo tipo di sepoltura, che si ritrova nei reperti preistorici più antichi trovati nel Legnanese, venne abbandonata con la cultura di Canegrate, il cui corredo è infatti composto da urne cinerarie.
Durante numerose campagne di scavo effettuate nel XIX e nel XX secolo sono state trovate molte suppellettili di epoca romana. In questi scavi, che sono uniformemente distribuiti sul territorio comunale, sono venuti alla luce resti murari di abitazioni, tubazioni in cotto, embrici, laterizi, necropoli di dimensioni medie e grandi, oggetti di uso comune in ceramica, metallo e vetro, monete, resti di are e di cippi votivi. Molti di questi reperti sono esposti al museo civico Sutermeister. Delle suppellettili trovate alla fine del XIX secolo se ne sono perse le tracce: ne rimangono solamente qualche fotografia e alcuni disegni.

### I reperti archeologici

#### Le necropoli

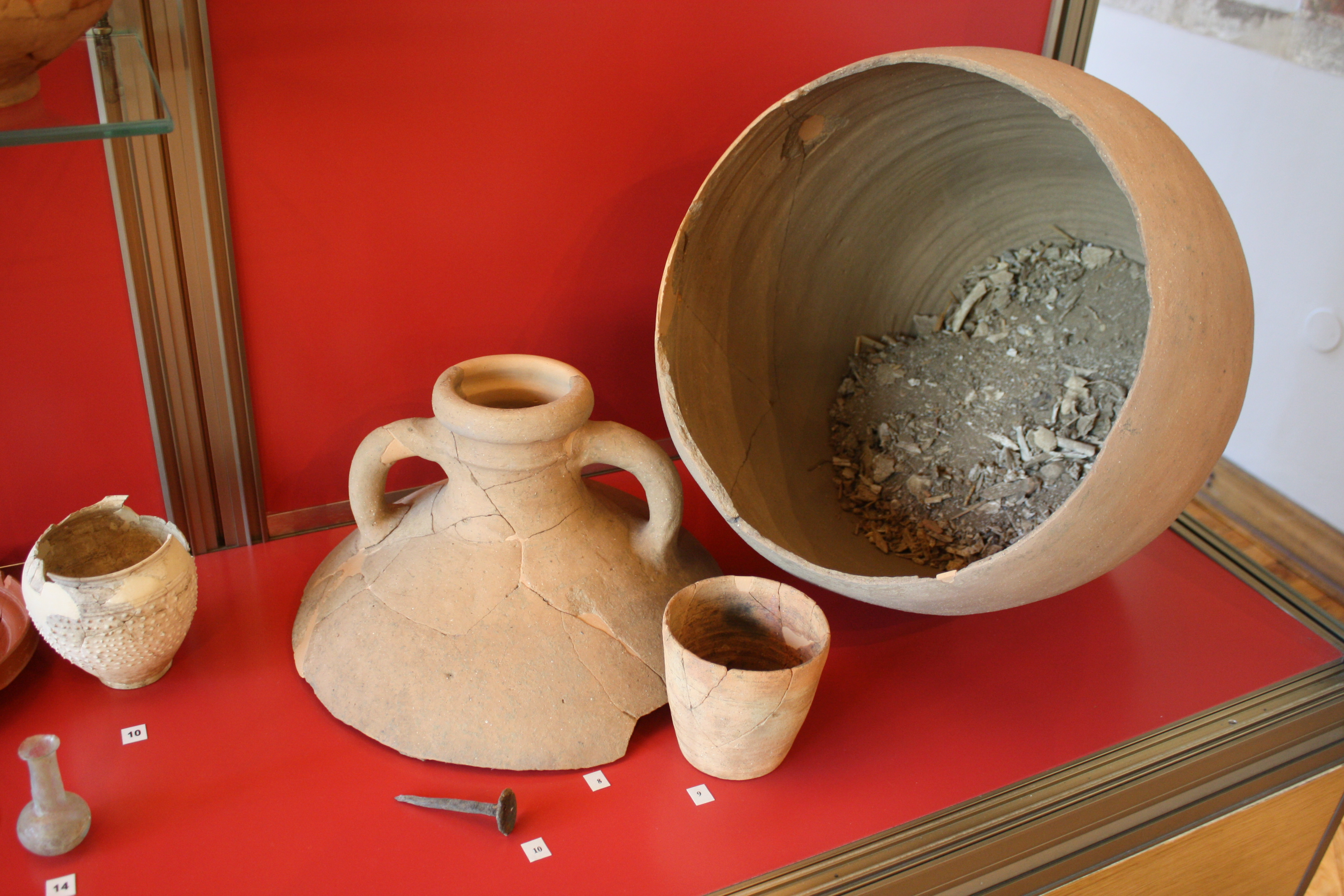
Sulla destra, ritrovamenti di epoca romana (I sec. d.C.) rinvenuti tra il 1925 e il 1926 in via Novara a Legnano. Sono un'anfora in argilla segata contenente ossa combuste del defunto, un bicchiere di argilla e un chiodo in ferro

La maggior parte dei reperti è venuta alla luce al confine con il comune di Castellanza; in questa zona è infatti presente un'altura che digrada verso l'Olona, area che è quindi protetta dalle esondazioni del fiume. Da qui passava poi la strada romana conosciuta come via Severiana Augusta. Considerando poi il tipo di reperti trovati, questa area, presumibilmente, fu abitata con continuità dall'Età del bronzo all'epoca romana imperiale.
I più importanti reperti di epoca romana sono stati scoperti tra il 1925 e il 1926 da Sutermeister in una necropoli formata da 220 tombe tra via Venegoni (all'epoca chiamata via Novara) e via Firenze, che era formata da tombe a pozzetto all'interno delle quali erano presenti le anfore con le ceneri del defunto. I corredi erano formati da olpi, lucerne, monete, piatti, coppe, bicchieri, balsamari, specchi, utensili in ferro, tra cui uno specillo di un medico, e alcuni attrezzi da falegname, oltre che coltelli, falci, aghi, fusarole, raschiatoi, pinzette depilatorie, anelli, fibule e armille. Dal tipo di reperti si deduce che la comunità a cui appartennero era benestante e appartenente alla classe media, dato che mancano oggetti in argento e oro, che sono invece tipici della famiglie abbienti. La datazione di queste suppellettili fu eseguita grazie alle monete, che si riferivano a un periodo di tempo corrispondente ai regni di Augusto e Caligola, e quindi databili tra il I secolo a.C. e il I secolo d.C..
Altre tombe risalenti allo stesso periodo furono trovate nel 1985 in via Micca. Questi ritrovamenti sono costituiti da 36 tombe a cremazione di forma circolare a pozzetto che contenevano, oltre alle urne cinerarie, anche oggetti di uso quotidiano tra cui alcune monete, inserite nella tomba come "obolo di Caronte" (cioè come denaro che consentisse al defunto di pagare il viaggio nell'aldilà) che hanno ne permesso la datazione a un periodo compreso tra il I e il II secolo.

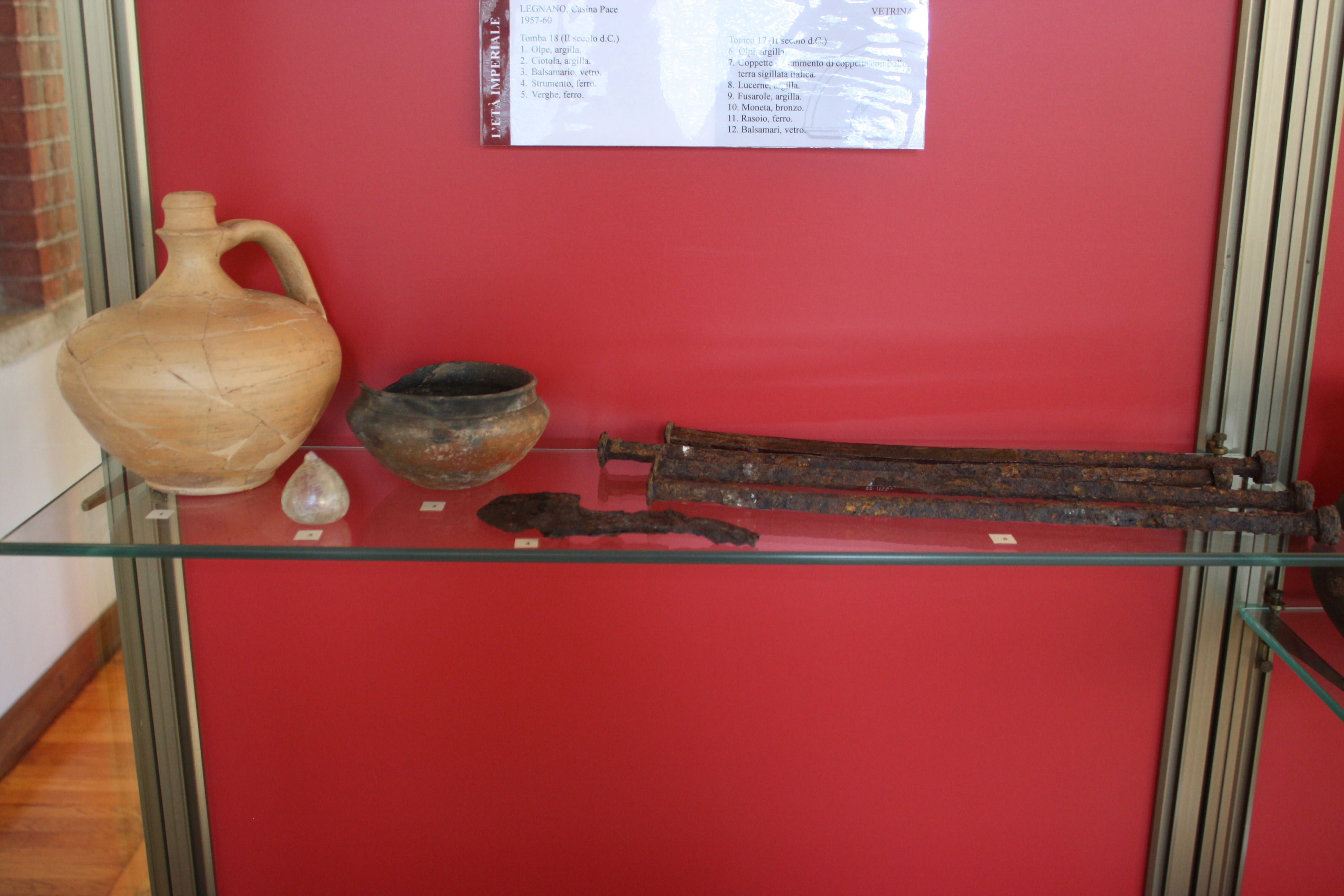
Ritrovamenti di epoca romana (II sec. d.C.) rinvenuti a Legnano tra il 1957 e il 1960 presso Casina Pace. Sono un'olpe in argilla, una ciotola in argilla, un balsamario in vetro, uno strumento in ferro e delle verghe in ferro

A Casina Pace, località legnanese al confine con Castellanza, nei pressi della strada statale Bustese, è stata trovata una vasta necropoli formata da 150 tombe. Le campagne di scavi sono state effettuate tra il 1957 e il 1960 da Guido Sutermeister, e poi nel 1988, nel 1998 e nel 2000. Questa necropoli si trovava lungo un'antica strada che metteva in comunicazione Legnano con Saronno, la cosiddetta "via del Perello". In questo sito sono state trovate brocche, olle, ciotole, bicchieri d'argilla e di ceramica, patere, coppe, lucerne, balsamari in vetro di diversi colori, anelli, armille, fibule, orecchini in bronzo, specchi, pinzette depilatorie, coltelli, falcetti, raschiatoi, cesoie e monete. La datazione dei reperti va dal I al II secolo, quindi in piena epoca imperiale, con una tomba a cappuccina che risale invece a un periodo compreso tra il III e il IV secolo, ovvero all'età tardo imperiale.
Sono state poi scoperte anche necropoli contenenti oggetti di tarda età romana come monete, ciottoli, coltelli, rasoi e fibbie che risalgono ai regni di Licinio e Costantino. Questi oggetti sono stati trovate in necropoli caratterizzate da sepolture a inumazione. Nel Legnanese questo tipo di tombe erano costituite da sepolture "a cappuccina", che erano formate da una copertura inferiore costituita da tegole, che era collocata sul terreno e su cui veniva stesa la salma del defunto, la quale era coperta da altre tegole posizionate a spiovente. Gli abitanti più ricchi invece erano sepolti in sarcofagi in pietra. I primi ritrovamenti d'età tardo imperiale sono datati 1818: di queste suppellettili si sono però perse le tracce.

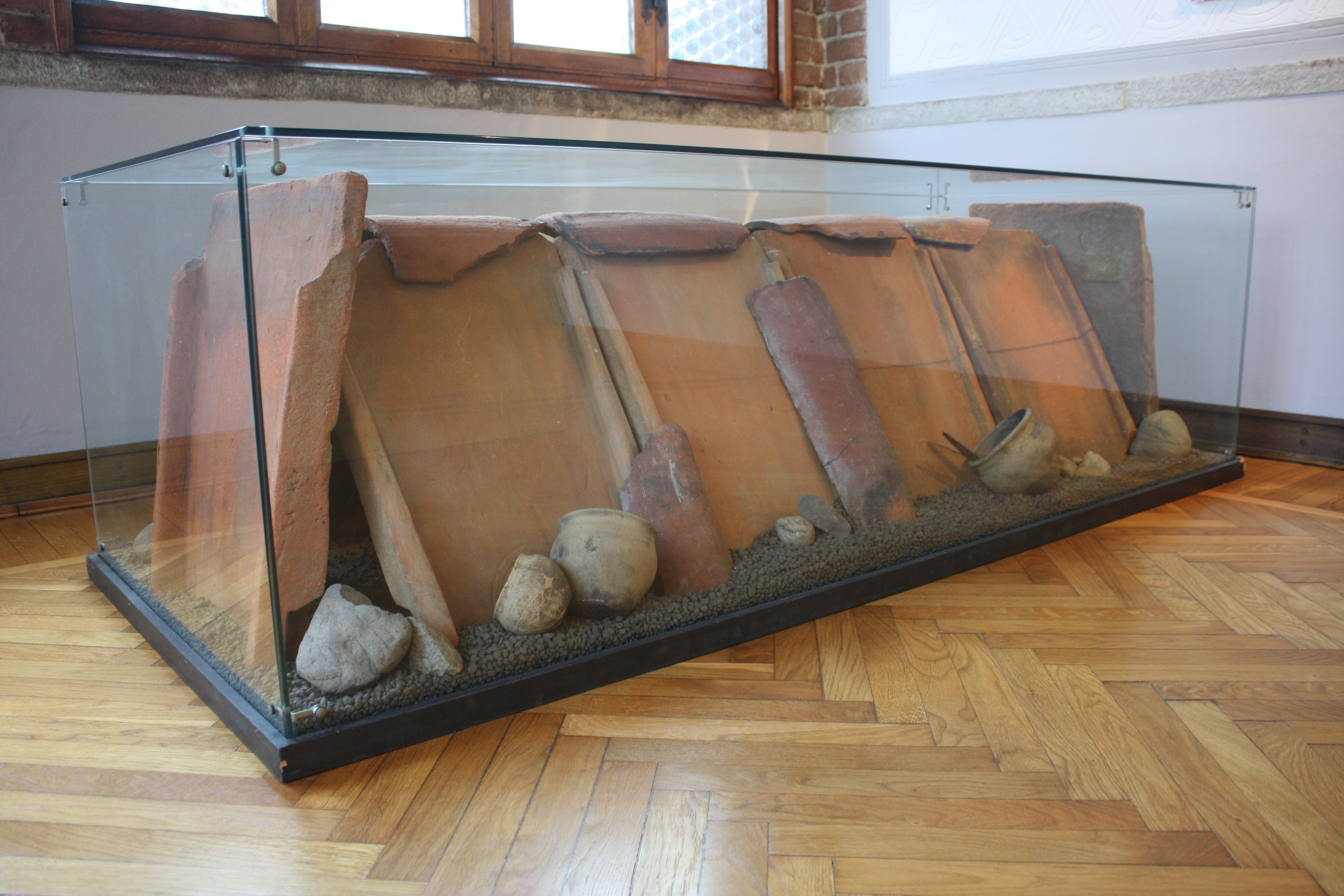
Ricostruzione di una tomba a cappuccina presso il museo civico Guido Sutermeister di Legnano

Le tombe a cappuccina furono comuni nell'Alto Milanese dal III al V secolo. Una tomba a cappuccina venne trovata nel 1949 in un sito situato in via XXIX maggio a Castellanza; questa tomba era dotata di un corredo funebre formato da balsamari in vetro, quattro braccialetti in bronzo e una rondella laminata d'oro. Un'altra sepoltura analoga venne alla luce nel già citato sito di Casina Pace, che era completata da un corredo formato da alcuni oggetti in ceramica, da un coltello in ferro, da una fibbia e da alcune monete: questa tomba a cappuccina è stata ricostruita all'interno del museo civico Sutermeister.
I reperti tardo imperiali, molto più rari rispetto a quelli delle epoche precedenti, sono stati rinvenuti insieme alle suppellettili d'età imperiale: ciò conferma la continuità di utilizzo delle necropoli. Tra i reperti tardo imperiali è degno di nota uno scavo effettuato nel 1926 da Guido Sutermeister nel quartiere "costa San Giorgio" dove è stato trovato del materiale archeologico all'interno di tombe a cappuccina che è databile al IV secolo; tale corredo è formato da anfore, ciotole, olle, brocche e monete che risalgono al regno di Costanzo Cloro. 

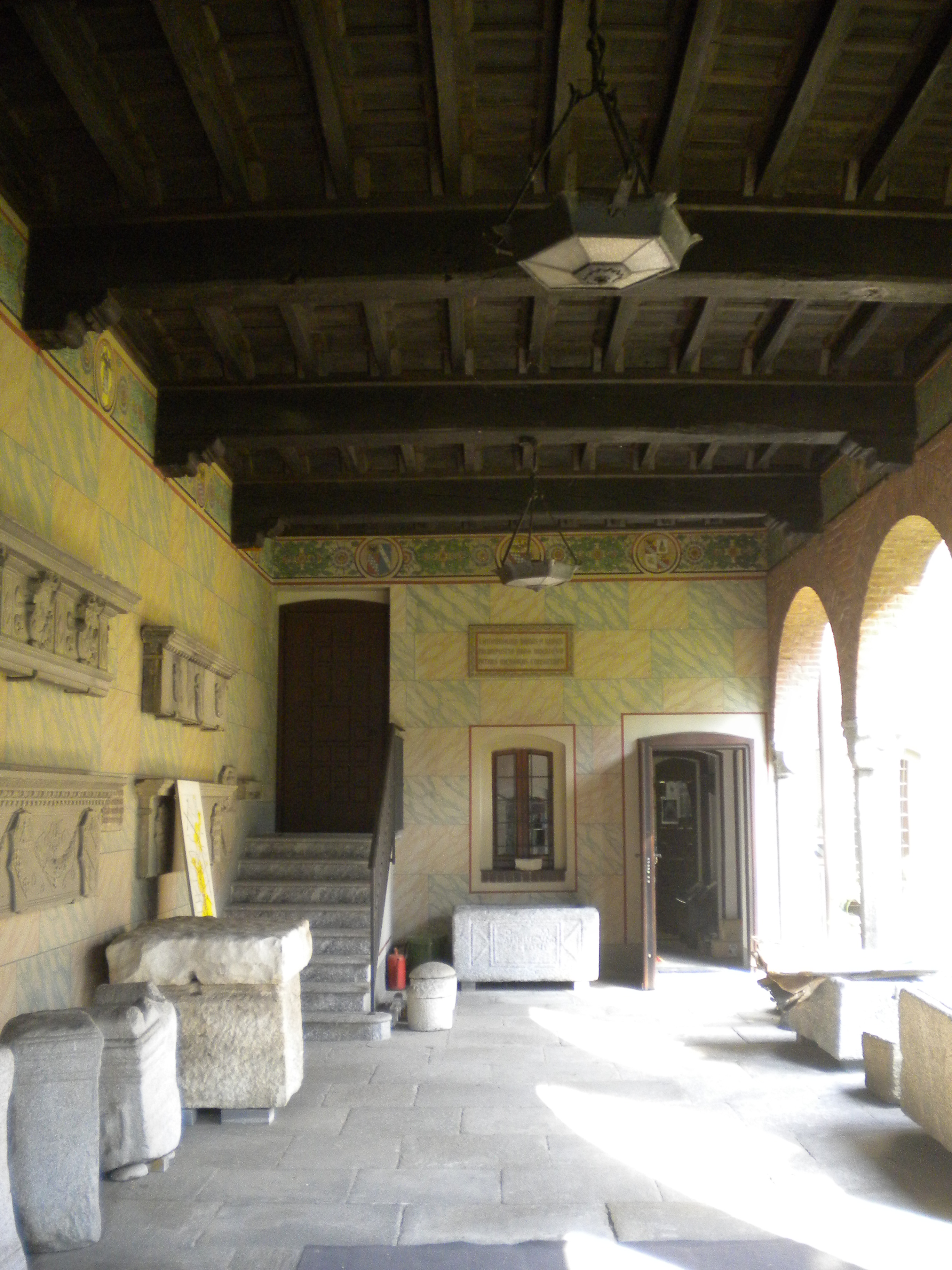
Il portico del museo civico Sutermeister, che ospita le lapidi d'epoca romana trovate nel Legnanese

Nel 1997, sempre nel medesimo sito archeologico di via Venegoni e di via Firenze scoperto dal Sutermeister nel 1925, sono stati trovati reperti tardo imperiali risalenti a un periodo compreso tra il III e il IV secolo. La presenza di questo ricco sito archeologico lungo una via che collega la città con Novara e la Valle del Ticino potrebbe non essere casuale: forse l'antica Legnano aveva strettissimi rapporti con le popolazioni che abitavano le aree geografiche citate.

#### Le abitazioni
Sempre nel 1926, in via Taramelli, è venuta alla luce una tubatura d'acqua in cotto. Poco lontano, in via Dandolo, sono stati in seguito scoperti resti di muri che appartenevano a un'abitazione; contestualmente sono stati anche trovati vari oggetti, ovvero vasellame, suppellettili in vetro e monete.
Nel 1986 sono stati invece rinvenuti i resti di una fattoria. Il sito, che si trova al confine con Canegrate e che è databile al II secolo, ha portato alla luce una struttura rettangolare che era attorniata dai resti di un uro e che possedeva, sulla sommità, una copertura a tegola. Sono stati trovati anche vari oggetti come olle, bacili, piatti, due macine in serizzo e scorie di fusione di ferro, che dimostra che all'interno di questa fattoria si svolgessero anche attività artigianali.

#### Le lapidi
L'esistenza sul territorio legnanese di un vicus è confermata anche dal ritrovamento di alcune lapidi. Nel 1933 Guido Sutermesiter trovò nel quartiere legnanese della Ponzella un frammento di un'ara, ovvero di un cippo funerario, che riporta il nome di un tale Octavius, il quale potrebbe aver ricoperto nel vicus legnanese un ruolo pubblico: la dicitura però è parecchio rovinata, quindi non c'è certezza sulla corretta identificazione del nome del defunto.
Un'altra iscrizione è riportata su un capitello romano un tempo inserito nel complesso edilizio del Maniero Lampugnani, edificio rinascimentale demolito nel 1927, che riportava la scritta "Publius Virius Agratus". Nel 1886 è invece venuta alla luce, presso la cascina San Bernardino, un frammento di un'ara con la seguente iscrizione: "V (otum) S (olvit), L (ibens) M (erito)", ovvero "sciolse il voto volentieri e meritatamente". Il cippo funerario era quindi dedicato al dio Vulcano.